# Montcada i Reixac
Montcada i Reixac  (em catalão e oficialmente) ou Moncada y Reixach (em castelhano) é um município da Espanha, na comarca do Vallès Occidental, província de Barcelona, comunidade autónoma da Catalunha. Tem 23,34 km² de área e em 2021 tinha 36 794 habitantes (densidade: 1 576,4 hab./km²).